# 辻恵
辻 恵（辻󠄀 惠、つじ めぐむ、男性、1948年〈昭和23年〉6月12日 - ）は、日本の政治家、弁護士、弁理士。
衆議院議員（2期）、民主党副幹事長を歴任。

## 経歴
京都府京都市に生まれ、大阪府枚方市で育つ。大阪府立大手前高等学校を卒業後、東京大学教養学部文科一類に入学。10.8羽田闘争で、高校の同期であった山崎博昭が死去したことを直接の契機として学生運動に参加する。
1973年、法学部を卒業。1981年に弁護士登録。東京弁護士会に所属し、日本弁護士連合会法廷委員会委員長などを歴任。1991年、弁理士登録。
2003年11月9日の第43回衆議院議員総選挙では、民主党公認で、従弟である椋代能行の父の集票地盤であった大阪府第3区から立候補するも、公明党の田端正広に敗れ、比例区で復活当選。 
2005年9月11日の第44回衆議院議員総選挙では、前回に引き続き田端に敗れ、比例復活もならず落選。第44回衆議院議員総選挙の3か月後に民主党を離党、大阪市長選挙に立候補し落選。その後、民主党へ復党し、大阪府第17区へ選挙区を鞍替え。
2009年8月30日の第45回衆議院議員総選挙では、得票率43.11%で当選。当選後、民主党副幹事長に就任。
2012年の消費増税をめぐる政局では、野田内閣による消費増税法案の閣議決定に抗議して党総務委員長代理の辞表を提出し、4月23日の党役員会で受理された。6月26日の衆議院本会議で行われた同法案の採決では、党の賛成方針に反して反対票を投じた。7月2日には山岡賢次らを介して離党届を提出するが、後に撤回した。民主党は、党員資格停止2カ月の処分とした。
同年11月、衆議院解散を前に再び大阪17区で民主党から公認され、国民新党の推薦が決まるも、同30日、「日本未来の党に参加する」と表明して民主党に離党届を提出するが、民主党は、離党届を受理せず、除籍（除名）処分とし、国民新党も推薦を取り消した。
同年12月に行われた第46回衆議院議員総選挙では、日本未来の党公認・新党大地推薦候補として立候補したが、得票率6.3%、候補者6人中5位で落選した。日本未来の党の解党後は、嘉田由紀子らが新たに立ち上げた日本未来の党（政治団体）の設立総会に参加した。
2014年12月公示の第47回衆議院議員総選挙では、「原発再稼働反対」、「集団的自衛権行使容認反対」等を掲げ大阪9区から無所属で立候補。当選後は、自由主義リベラル新党を作ると表明していたが、落選。
2016年5月に憲法学者の小林節が政治団体、「国民怒りの声」を立ち上げるとこれに参加し、事務局長を務めた。
2021年3月、れいわ新選組は、辻を次期衆議院議員総選挙の兵庫8区の候補者として擁立することを発表した。2021年10月31日、第49回衆議院議員総選挙で、小選挙区で3位、惜敗率も比例近畿ブロックの名簿内候補で2位で、れいわの獲得した1議席に含まれず、次点で落選した。
2022年4月7日、れいわ新選組は、辻を次期参議院議員通常選挙の比例代表に擁立することを発表。同年7月10日実施の参院選で、れいわ新選組は比例代表に特定枠1人を含め計9人の候補者を擁立した。辻の得票数は、特定枠を除いた比例候補者8人中4位であり、同党が比例で獲得した2議席に届かず落選した。
2023年8月29日、れいわ新選組は辻を次期衆院選で愛知15区から擁立することを発表した。2024年10月27日、第50回衆議院議員総選挙の投開票の結果、小選挙区で4位に終わり、得票率9.55%と供託金没収点を下回ったため比例復活の資格も失い落選した（れいわが獲得した2議席目では比例単独で立候補した上村英明が当選）。
2025年3月14日、れいわ新選組は辻を同年夏の第27回参議院議員通常選挙愛知県選挙区で擁立すると発表した。同年7月20日の投開票の結果、定数4人に対し7位で落選。

## 政策・主張

### 憲法
- 憲法改正について、2021年のNHKのアンケートで「反対」と回答[20]。
- 憲法9条への自衛隊の明記について、2021年のNHKのアンケートで回答しなかった[20]。
- 憲法を改正し緊急事態条項を設けることについて、2021年の毎日新聞社のアンケートで「反対」と回答[21]。

### 外交・安全保障
- 敵基地攻撃能力を持つことについて、2022年の毎日新聞社のアンケートで「反対」と回答[22]。
- 普天間基地の辺野古移設について、2022年の毎日新聞社のアンケートで「反対」と回答[22]。
- 徴用工訴訟などの歴史問題をめぐる日韓の関係悪化についてどう考えるかとの問いに対し、2021年の毎日新聞社のアンケートで「より柔軟な態度で臨む」と回答[21]。
- 2009年10月28日、衆議院第2議員会館で開催された戦時性暴力問題連絡協議会の主催による院内集会に参加し、李容洙ら慰安婦に対して「この問題を解決しないならば、日本が同等な立場で東アジアに意見を述べることは不可能」と述べた[23]。
- 2010年4月21日、姜日出を招いた「戦時性的強制被害者問題解決促進法案提出」提出十周年記念集会に参加し、戦時性的強制被害者問題解決促進法案の成立を目指す強い思いを語った[24]。

### ジェンダー
- 選択的夫婦別姓制度導入について、2021年のNHKのアンケートで「賛成」と回答[20]。
- 同性婚を可能とする法改正について、2021年のNHKのアンケートで「賛成」と回答[20]。
- クオータ制の導入について、2021年のNHKのアンケートで「賛成」と回答[20]。

### その他
- 「原子力発電への依存度について今後どうするべきか」との問題提起に対し、2021年のNHKのアンケートで「ゼロにすべき」と回答[20]。
- 新型コロナウイルス対策として、消費税率の一時的な引き下げについて、2021年のNHKのアンケートで回答しなかった[20]。
- 森友学園への国有地売却をめぐる公文書改竄問題で、2021年5月6日、国は「赤木ファイル」の存在を初めて認めた[25]。しかし5月13日、菅義偉首相はファイルの存在を踏まえた再調査を行わない考えを報道各社に書面で示した[26]。9月の自民党総裁選挙で総裁に選出された岸田文雄も10月11日、衆議院本会議の代表質問で再調査の実施を否定した[27]。国の対応をどう考えるかとの同年の毎日新聞社のアンケートに対し「さらに調査や説明をすべきだ」と回答[21]。

## 発言
大阪府の知事である橋下徹について、「今、大阪府知事が人気があることをいいことに堺を植民地化し政治的な野望を描いている。こんなことのために堺が踏みにじられなくてはならないのでしょうか？｣と述べた（2009年堺市市長選挙の応援演説にて）。

### 検察審査会関連の発言
2005年に日歯連闇献金事件で東京地方検察庁が自民党の村岡兼造を起訴する一方、直接献金を受け取ったとされる橋本龍太郎などを不起訴としたのは不公平であり、「1億円という大金を一会計責任者の権限でできるわけはない」として検察審査会に対し審査を申し立てた。これを受けて検察審査会が「不起訴不当」議決したことについて辻は国会で「国民の常識に沿った極めて妥当な議決」「不起訴処分にしたのはおかしいじゃないかという声が満ち満ちている」、「普通、政治家であれば、重く受けとめますというのが当然の結論」と発言した。
2010年4月に陸山会事件について検察が不起訴とした民主党幹事長小沢一郎について検察審査会が「起訴相当」議決した後に発足した「司法のあり方を検証・提言する議員連盟」事務局長に就任した。辻は「たまたま議決のタイミングと重なっただけで審査会への圧力ではないし、議論を深めることが悪いとは思わない」と説明した。検察審査会制度について「国民の感情で簡単に被告席につけてしまっていいのか」とコメントし、ブログでは小沢氏への起訴相当議決について「魔女狩り的手法で葬り去ろうとするもの」と批判した。
こうした検察審査会に対する言動の変化について、『読売新聞』は社説にて、「制度の是非を論じること自体に問題はないが、自らの政党に不利な議決が出た時だけ批判するのは政治的な御都合主義である。」と批判している。辻は「検察をチェックする機関としての審査会の意義は認めるが、強制起訴の仕組みは不当。私は改正法には問題があると考え、採決時の本会議は欠席していた」と述べた。
2010年5月26日、辻と秘書は第一から第六まで6つある東京検察審査会の対外窓口になっている東京第一検察審査会事務局に対して電話をし、審査対象の陸山会事件や小沢一郎については言及せずに「東京第一検察審査会及び東京第五検察審査会の各事務局長から、審査補助員の選任方法や標準的な審査期間について聞きたい」として衆院議員会館の事務所に来るよう要請した。検察審査会は応じなかったが、政権与党の幹部が、政治的な中立が要求される検察審査会側に接触を図るのは異例でその目的や真意などが議論を呼ぶとされた。5月27日の読売新聞の取材に対して辻は「事実とは違う」と述べていたが、5月31日「事務局に電話することで、審理に影響があるはずがない。（電話を入れたことが）漏れることが問題だ」と述べた。また法務省や最高裁に問い合わせればよかったのではとの問いには「法務省、最高裁には十分聞いているが、具体的な運用の実態についてはわからないということだった」と答えた。一方で、すでに起訴議決されてリーディングケースになっていた明石花火大会歩道橋事故やJR福知山線脱線事故について神戸の検察審査会に問い合わせたのかについて問われると「もう既に起訴されている事案で裁判所の案件になっているから、していない」と述べている。
『産経新聞』は「検審への説明要求　圧力以外の何物でもない」と題した6月1日の社説で、「『圧力とは違う』という言い訳は通らない。審査会の独立性、中立性を侵害する行為であり、断じて認められない」と主張した。一方、ジャーナリストの魚住昭は「政治家が役所に問い合わせることは政治圧力になる場合がある。しかし、（検察審査会の）審査員は抽選で選ばれる一般人であって、事務局から独立している。政治家が事務局に何か言ったとしても、審査員には届かない」として問題視されていることに疑問を呈している。

## 所属団体・議員連盟
- 人権政策推進議員連盟
- 取り調べの全面可視化を実現する議員連盟
- 「共謀罪」に反対する超党派国会議員と市民の集い（呼びかけ人）[42]
- 司法のあり方を検証・提言する議員連盟（事務局長）
- 民主党 市民とともに消費者行政を考える議員連盟（会長）
- 民主党 二輪車ユーザーを支援する議員連盟
- リベラルの会（民主党 近藤グループ)

## その他
- 全日本建設運輸連帯労働組合（通称：連帯ユニオン）所属議員らで構成される連帯ユニオン議員ネットから推薦を受けている。
- 2009年12月、辻が弁護士として行った業務をめぐって、大阪市の貸しビル会社「永和実業」から約1億9000万円の支払いを求める損害賠償請求訴訟を東京地裁に起こされた[43]。辻は裁判で事実無根と反論し[44]、2012年1月30日、東京地裁は「貸し付けが成立したと認めるに足る証拠がない」として永和実業の請求を棄却する判決を下した[45]。
- 2012年11月5日、臨時国会の開催中に韓国に渡航し、髙木義明衆院議院運営委員長から厳重注意を受けた[46]。

## 選挙歴
| 当落 | 選挙                     | 執行日         | 年齢 | 選挙区       | 政党         | 得票数     | 得票率 | 定数 | 得票順位 /候補者数 | 政党内比例順位 /政党当選者数 |
| ---- | ------------------------ | -------------- | ---- | ------------ | ------------ | ---------- | ------ | ---- | ------------------ | ---------------------------- |
| 比当 | 第43回衆議院議員総選挙   | 2003年11月09日 | 55   | 大阪府第3区  | 民主党       | 7万9539票  | 37.78% | 1    | 2/3                | 11/11                        |
| 落   | 第44回衆議院議員総選挙   | 2005年09月11日 | 57   | 大阪府第3区  | 民主党       | 8万5177票  | 35.28% | 1    | 2/3                | 22/9                         |
| 落   | 2005年大阪市長選挙       | 2005年11月27日 | 57   | ーー         | 無所属       | 18万9193票 | 27.79% | 1    | 2/4                | /                            |
| 当   | 第45回衆議院議員総選挙   | 2009年08月30日 | 61   | 大阪府第17区 | 民主党       | 9万2666票  | 43.11% | 1    | 1/4                | /                            |
| 落   | 第46回衆議院議員総選挙   | 2012年12月16日 | 64   | 大阪府第17区 | 日本未来の党 | 1万1544票  | 6.25%  | 1    | 5/6                | 10/1                         |
| 落   | 第47回衆議院議員総選挙   | 2014年12月14日 | 66   | 大阪府第9区  | 無所属       | 1万3264票  | 5.73%  | 1    | 4/4                | /                            |
| 落   | 第49回衆議院議員総選挙   | 2021年10月31日 | 73   | 兵庫県第8区  | れいわ新選組 | 2万4880票  | 14.58% | 1    | 3/3                | 2/1                          |
| 落   | 第26回参議院議員通常選挙 | 2022年07月10日 | 74   | 参議院比例区 | れいわ新選組 | 1万8393票  | ーー   | 50   | /                  | 5/2                          |
| 落   | 第50回衆議院議員総選挙   | 2024年10月27日 | 76   | 愛知県第15区 | れいわ新選組 | 1万7529票  | 9.55%  | 1    | 4/5                | 4/2                          |
| 落   | 第27回参議院議員通常選挙 | 2025年07月20日 | 77   | 愛知県選挙区 | れいわ新選組 | 22万642票  | 6.17%  | 4    | 7/12               | /                            |